# Konnichiwa
Konnichiwa è il quarto album in studio del rapper britannico Skepta, pubblicato nel 2016.

## Tracce
1. Konnichiwa – 3:16
2. Lyrics (featuring Novelist) – 2:36
3. Corn on the Curb (featuring Wiley & Chip) – 5:01
4. Crime Riddim – 4:36
5. It Ain't Safe (featuring Young Lord) – 3:43
6. Ladies Hit Squad (featuring D Double E & ASAP Nast) – 4:39
7. Numbers (featuring Pharrell Williams) – 3:20
8. Man – 3:34
9. Shutdown – 3:08
10. That's Not Me (featuring Jme) – 3:05
11. Detox (featuring BBK) – 2:47
12. Text Me Back – 4:24